# Astérix e Obélix contra César
Astérix e Obélix contra César (em francês:  Astérix et Obélix contre César) é um filme ítalo-teuto-francês de 1999, dirigido por Claude Zidi. É o primeiro filme em live-action baseado na série de banda desenhada franco-belga Astérix, criada por René Goscinny e Albert Uderzo. O filme foi um grande sucesso de público, com 9 milhões de espectadores na França , e levou às continuações Astérix e Obélix: Missão Cleópatra (2002), Astérix nos Jogos Olímpicos (2008) e Astérix e Obélix: Ao Serviço de Sua Majestade (2012).
Na época de seu lançamento, o filme era a produção mais cara do cinema francês de todos os tempos, tornando-se a produção mais cara da França no século XX.

## Sinopse
O governador romano Detritus (Roberto Benigni) tinha a seguinte missão: obrigar os gauleses a pagar impostos a Júlio César. Mas uma aldeia resiste ao pagamento dos impostos: a aldeia onde vivem Astérix e Obélix. E os soldados romanos que o tentavam fazer eram devolvidos em "velocidade expresso" pela força sobre-humana dos gauleses.
Detritus descobre que a força dos gauleses advém de uma poção mágica - e pensa em apoderar-se dela para tomar o lugar de César. Numa reunião de druidas, Detritus consegue raptar Panoramix, o druida da aldeia. Astérix e Obélix vão ao acampamento romano e conseguem libertar o druida e um outro prisioneiro, mas Panoramix já tinha sido obrigado a preparar a poção mágica para Detritus. Os romanos, com a poção mágica, preparam-se para arrasar a aldeia e o druida vai ter que criar uma nova e mais potente poção mágica. A festa vai começar...tanto mais que os gauleses descobrem que o prisioneiro libertado que trouxeram para a aldeia é ninguém menos que Júlio César.
Diante da situação, Panoramix, Obélix e Astérix recorrem a um druida bastante idoso que tem em seu poder leite de unicórnio de duas cabeças, com o poder de duplicar a pessoa que o beber ou seja, caso alguém o beba será criado um "clone" da sua imagem psicológica e física. Porém o druida só fornecerá o frasco se os três gauleses responderem a 3 enigmas em determinado tempo. Depois de alcançarem tal façanha o druida permitiu-lhes que levassem o frasco com o leite de unicórnio.
Astérix e Obélix então tomam a poção enriquecida e diante de seus olhos viram dezenas de pessoas iguais a eles literalmente nascerem e posteriormente derrotarem o exército romano e consequentemente Detritus. Os gauleses devolvem o poder à César que anteriormente havia lhes revelado a estratégia romana para conquistar a vila gaulesa e este isentou-os dos impostos.

## Elenco
- Christian Clavier como Astérix
- Gérard Depardieu como Obélix
- Roberto Benigni como Lucius Detritus
- Michel Galabru como Abracurcix
- Claude Piéplu como Panoramix
- Daniel Prévost como Prolix
- Pierre Palmade como Chatotorix
- Laetitia Casta como Falbalá
- Gottfried John como Júlio César
- Sim como Veteranix
- Hardy Krüger Jr. como Tragicomix

## Recepção
O filme teve a maior estreia na França, sendo lançado em 780 cinemas. Teve um número recorde de ingressos em seu dia de estreia, com 446.724, superando os 427.291 que assistiram a The Visitors II: The Corridors of Time. Após cinco dias, vendeu 2,2 milhões de ingressos, com uma bilheteria bruta de US$ 13,2 milhões.

### Prêmios
- Golden Screen (1999)
- Bogey Award in Silver (1999)
- Bavarian Film Award (2000)